# Уиппс, Валери
Валери Эсанг Уиппс (урожденная Ременгесау; Пустой шаблон {{ВД-Преамбула}} ) — государственный деятель Палау, первая леди Палау с 21 января 2021 года.
Дочь и сестра бывших президентов Томаса Ременгесау-старшего и Томми Ременгесау-младшего соответственно.

## Биография
В 1999 году она вышла замуж за будущего президента Сурангела Уиппса-младшего.
Сопровождала своего мужа во время государственного визита в Тайвань в марте 2021 года. Они встретились с Президентом Тайваня госпожой Цай Инвэнь.